# Divij Sharan
Divij Sharan (Delhi, 2 maart 1986) is een tennisspeler uit India. Hij heeft vijf ATP-toernooien gewonnen in het dubbelspel. Hij deed al mee aan Grand Slams. Hij heeft zestien challengers in het dubbelspel op zijn naam staan.

## Palmares dubbelspel
| Legenda                       | Legenda               |
| ----------------------------- | --------------------- |
| Grand Slam                    |                       |
| Olympische Spelen             |                       |
| tot 2009                      | vanaf 2009            |
| Tennis Masters Cup            | ATP Finals            |
| ATP Masters Series            | ATP Tour Masters 1000 |
| ATP International Series Gold | ATP Tour 500          |
| ATP International Series      | ATP Tour 250          |

| Nr.                              | Datum             | Toernooi            | Ondergrond    | Partner           | Tegenstanders in finale                   | Score                      | Details |
| -------------------------------- | ----------------- | ------------------- | ------------- | ----------------- | ----------------------------------------- | -------------------------- | ------- |
| gewonnen finales mannendubbel    |                   |                     |               |                   |                                           |                            |         |
| 1.                               | 21 juli 2013      | ATP Bogota          | Hardcourt     | Purav Raja        | Édouard Roger-Vasselin Igor Sijsling      | 7-6(4), 7-6(3)             | Details |
| 2.                               | 21 juli 2013      | ATP Cabo San Lucas  | Hardcourt     | Purav Raja        | Jonathan Erlich Ken Skupski               | 7-6(4), 7-6(3)             | Details |
| 3.                               | 22 oktober 2017   | ATP Antwerpen       | Hardcourt (i) | Scott Lipsky      | Santiago González Julio Peralta           | 6-4, 2-6, [10-5]           | Details |
| 4.                               | 5 januari 2019    | ATP Pune            | Hardcourt     | Rohan Bopanna     | Luke Bambridge Jonny O'Mara               | 6-3, 6-4                   | Details |
| 5.                               | 22 september 2019 | ATP Sint-Petersburg | Hardcourt (i) | Igor Zelenay      | Matteo Berrettini Simone Bolelli          | 6-3, 3-6, [10-8]           | Details |
| verloren finales mannendubbel    |                   |                     |               |                   |                                           |                            |         |
| 1.                               | 8 januari 2017    | ATP Chennai         | Hardcourt     | Purav Raja        | Rohan Bopanna Jeevan Nedunchezhiyan       | 3-6, 4-6                   | Details |
| 2.                               | 5 mei 2019        | ATP München         | Gravel        | Marcelo Demoliner | Frederik Nielsen Tim Pütz                 | 4-6, 2-6                   | Details |
| Gewonnen challengers herendubbel |                   |                     |               |                   |                                           |                            |         |
| 1.                               | 12 september 2011 | Ningbo              | Hardcourt     | Karan Rastogi     | Jan Hernych Jürgen Zopp                   | 3-6, 7-6(3), [13-11]       |         |
| 2.                               | 7 mei 2012        | Busan               | Hardcourt     | Yuki Bhambri      | Hsieh Cheng-peng Lee Hsin-han             | 1-6, 6-1, [10-5]           |         |
| 3.                               | 27 augustus 2012  | Bangkok             | Hardcourt     | Vishnu Vardhan    | Lee Hsin-han Peng Hsien-Yin               | 6-3, 6-4                   |         |
| 4.                               | 4 maart 2013      | Kyoto               | Tapijt (I)    | Purav Raja        | Chris Guccione Matt Reid                  | 6-4, 7-5                   |         |
| 5.                               | 9 maart 2014      | Kyoto               | Hardcourt (I) | Purav Raja        | Sanchai Ratiwatana Michael Venus          | 5-7, 7-6(3), [10-4]        |         |
| 6.                               | 7 september 2014  | Shanghai            | Hardcourt     | Yuki Bhambri      | Somdev Devvarman Sanam Singh              | 7-6(2), 6-7(4), [10-8]     |         |
| 7.                               | 26 juli 2015      | Recanati            | Hardcourt     | Ken Skupski       | Ilja Bozoljac Flavio Cipolla              | 4-6, 7-6(3), [10-6]        |         |
| 8.                               | 27 september 2015 | Izmir               | Hardcourt     | Saketh Myneni     | Malek Jaziri Denys Molchanov              | 7-6(5), 4-6, [9-8], opgave |         |
| 9.                               | 5 juni 2016       | Manchester          | Gras          | Purav Raja        | Ken Skupski Neal Skupski                  | 6-3, 3-6, [11-9]           |         |
| 10.                              | 12 juni 2016      | Surbiton            | Gras          | Purav Raja        | Ken Skupski Neal Skupski                  | 6-4, 7-6(3)                |         |
| 11.                              | 31 juni 2016      | Segovia             | Hardcourt     | Purav Raja        | Joaquin Munoz-Hernandez Akira Santillan   | 6-3, 4-6, [10-8]           |         |
| 12.                              | 29 oktober 2016   | Pune                | Hardcourt     | Purav Raja        | Luca Margaroli Hugo Nys                   | 3-6, 6-3, [11-9]           |         |
| 13.                              | 21 mei 2017       | Bordeaux            | Gravel        | Purav Raja        | Santiago Gonzalez Artem Sitak             | 6-4, 6-4                   |         |
| 14.                              | 25 november 2017  | Bangalore           | Hardcourt     | Michail Jelgin    | Ivan Sabanov Matej Sabanov                | 6-3, 6-0                   |         |
| 15.                              | 13 januari 2018   | Canberra            | Hardcourt     | Jonathan Erlich   | Hans Podlipnik Castillo Andrei Vasilevski | 7-6(1), 6-2                |         |
| 16.                              | 8 september 2019  | Jinan               | Hardcourt     | Matthew Ebden     | Ji Sung Nam Song Min-kyu                  | 7-5, 5-7, [10-3]           |         |

## Resultaten grandslamtoernooien
| Legenda | Legenda                          |
| ------- | -------------------------------- |
| g.t.    | geen toernooi gehouden           |
| l.c.    | lagere categorie                 |
| –       | niet deelgenomen                 |
| G       | uitgeschakeld in de groepsfase   |
| 1R      | uitgeschakeld in de eerste ronde |
| 2R      | uitgeschakeld in de tweede ronde |
| 3R      | uitgeschakeld in de derde ronde  |
| 4R      | uitgeschakeld in de vierde ronde |
| KF      | uitgeschakeld in de kwartfinale  |
| HF      | uitgeschakeld in de halve finale |
| F       | de finale verloren               |
| W       | het toernooi gewonnen            |
| w-v     | winst/verlies-balans             |

### Mannendubbelspel
| Grandslamtoernooien  |      |      |      |      |      |      |    |
| Australian Open      | –    | 1R   | 1R   | 3R   | 1R   | 2R   | 1R |
| Roland Garros        | –    | 1R   | 3R   | 2R   | 2R   | 1R   | 1R |
| Wimbledon            | 1R   | 1R   | 2R   | KF   | 3R   | g.t. | 1R |
| US Open              | 3R   | –    | 1R   | 2R   | 1R   | 1R   |    |
| ATP Masters 1000     |      |      |      |      |      |      |    |
| Indian Wells         | –    | –    | –    | –    | –    | g.t. |    |
| Miami                | –    | –    | –    | –    | –    | g.t. | –  |
| Monte Carlo          | –    | –    | –    | –    | 1R   | g.t. | –  |
| Madrid               | –    | –    | –    | –    | –    | g.t. | –  |
| Rome                 | –    | –    | –    | –    | –    | –    | –  |
| Montreal/Toronto     | –    | –    | –    | –    | –    | g.t. |    |
| Cincinnati           | –    | –    | –    | –    | –    | –    |    |
| Shanghai             | –    | –    | –    | 2R   | –    | g.t. |    |
| Parijs               | –    | –    | –    | 2R   | 2R   | –    |    |
| Olympische Spelen    |      |      |      |      |      |      |    |
| Olympische Spelen    | g.t. | g.t. | g.t. | g.t. | g.t. | g.t. |    |
| Statistieken         |      |      |      |      |      |      |    |
| Totaal aantal titels | 2    | 0    | 1    | 0    | 2    | 0    | 0  |
| Eindejaarsranking    | 71   | 119  | 47   | 39   | 46   | 63   |    |